# Rob Wijnberg
Rob Wijnberg (Winschoten, 11 augustus 1982) is een Nederlandse columnist, journalist, filosoof, publicist en hoofdredacteur van De Correspondent, een digitaal platform voor onderzoeksjournalistiek.

## Biografie
Rob Wijnberg is een van de twee zoons van de psycholoog, schrijver en columnist Jeffrey Wijnberg en de psychologe en beeldend kunstenares Tatiana Kratochvil. Hij studeerde bedrijfskunde aan de Rijksuniversiteit Groningen, deed één jaar Toneelschool Amsterdam en vervolgde met filosofie aan de Universiteit van Amsterdam.
In 2001 begon zijn loopbaan in de journalistiek met een vaste column in De Telegraaf, waarin zijn vader eveneens jarenlang een column had over psychologie. In dit dagblad verzorgde Rob ook de rubriek 'Het schoolplein' op de jongerenpagina, waarvoor hij wekelijks middelbare scholieren over de actualiteit interviewde.
In 2005 verscheen zijn eerste essay in De Groene Amsterdammer, met de titel ‘Waarom het de jeugd niet meer kan boeiuh’. Dit essay werd vertaald in het Frans voor het opinieblad Courrier International en vormde met het vervolgessay 'Creality-tv' de opzet voor het politiek-maatschappelijke pamflet Boeiuh! Het stille protest van de jeugd (2007).
Vanaf 2007 schreef hij enkele jaren wekelijks een filosofisch essay en een column in nrc.next en werd zo de jongste opinieredacteur van NRC Handelsblad en nrc.next. Van september 2010 tot september 2012 was Wijnberg (de eerste) hoofdredacteur van nrc.next.
In zijn boek In dubio (2008) onderzocht Wijnberg de aard en grenzen van meningsvrijheid. Hij betoogt dat vrijheid van meningsuiting eigenlijk een onmogelijke vrijheid is: een vrijheid die grenzen vereist, maar tegelijkertijd juist die grenzen verwerpt. Wijnberg verdedigt ieders recht van spreken, of het gaat om een oproep tot het verbieden van de Koran, een pleidooi voor de legalisering van pedofilie of het domweg uitschelden van een ambtenaar in functie: het vrije woord prevaleert. De vrijheid van meningsuiting is volgens hem meer dan slechts het recht om te beledigen; het is het recht om te twijfelen.
In 2013 organiseerde hij een crowdfunding om een nieuw journalistiek platform op te richten, dat uiteindelijk De Correspondent werd, waar hij sindsdien hoofdredacteur van is. Dat jaar werd Wijnberg tevens uitgeroepen tot 'Journalist van het Jaar' door het vakblad Villamedia.

## Bestseller 60
| Boeken met noteringen in de Nederlandse Bestseller 60 | Jaar van verschijnen | Datum van binnenkomst | Hoogste positie | Aantal weken | Opmerkingen                      |
| ----------------------------------------------------- | -------------------- | --------------------- | --------------- | ------------ | -------------------------------- |
| Nietzsche & Kant lezen de krant                       | 2009                 | 13-05-2009            | 29              | 5            |                                  |
| Dus ik ben                                            | 2010                 | 13-03-2010            | 17              | 5            | in samenwerking met Stine Jensen |
| En mijn tafelheer is Plato                            | 2010                 | 10-11-2010            | 47              | 2            |                                  |
| De nieuwsfabriek                                      | 2013                 | 27-02-2013            | 40              | 1            |                                  |
| Voor ieder wat waars                                  | 2023                 | 27-09-2023            | 2               | 19           |                                  |

- Gemeinsame Normdatei: 141563206
- International Standard Name Identifier: 0000 0000 8045 9583
- Library of Congress Control Number: n2010041766
- Nederlandse Thesaurus van Auteursnamen: 302324437
- Parlement.com: vir9535ha4yh
- Virtual International Authority File: 121915564
- WorldCat: E39PBJqqmkyPCfc3TCgMBqHV4q